# Mon (district)
Mon is een district van de Indiase staat Nagaland. Het district telt 259.604 inwoners (2001) en heeft een oppervlakte van 1786 km². Tot haar afsplitsing in 1973 behoorde Mon tot het district Tuensang.
Dimapur · Kiphire · Kohima · Longleng · Mokokchung · Mon · Noklak · Peren · Phek · Tuensang · Wokha · Zunheboto